# 稲荷木社
稲荷木社（とうかきしゃ）は、埼玉県久喜市本町5丁目217に所在する神社である。

## 概要
稲荷木社の所在している地区は1973年（昭和48年）2月1日に行われた住居表示以前、「大字久喜本字稲荷木（とうかき）」と称されていた。この稲荷木という地名はこの「稲荷木社」にちなんだものである。
境内施設として本殿、鳥居（「稲荷木社」と書かれた神額）、手水舎、小屋などである。